# Arthur et la Vengeance de Maltazard (filme)
Arthur e a Vingança de Maltazard (BR) ou Artur e a Vingança de Maltazard (PT) é um filme de animação francês de Luc Besson, baseado no livro homónimo.

## Sinopse
Chegou o tão aguardado momento, o décimo ciclo da lua será essa noite e Arthur poderá, finalmente, regressar à terra dos Minimoys e reencontrar a sua amada, a princesa Selenia. Já na terra dos Minimoys um banquete está a ser preparado para lhe dar as boas-vindas. Contudo, nesse mesmo dia, o pai de Arthur anuncia o fim das suas férias na casa da avó. Quando se prepara para regressar a casa, Arthur recebe, de uma aranha, um pedido de ajuda.

## Recepção
No agregador de críticas Rotten Tomatoes, na pontuação onde a equipe do site categoriza as opiniões da grande mídia e da mídia independente apenas como positivas ou negativas, tem um índice de aprovação de 14% calculado com base em 7 comentários dos críticos. Por comparação, com as mesmas opiniões sendo calculadas usando uma média aritmética ponderada, a nota alcançada é 4/10.